# Saint-Avit-le-Pauvre
Saint-Avit-le-Pauvre is een gemeente in het Franse departement Creuse (regio Nouvelle-Aquitaine) en telt 72 inwoners (2009). De plaats maakt deel uit van het arrondissement Aubusson.

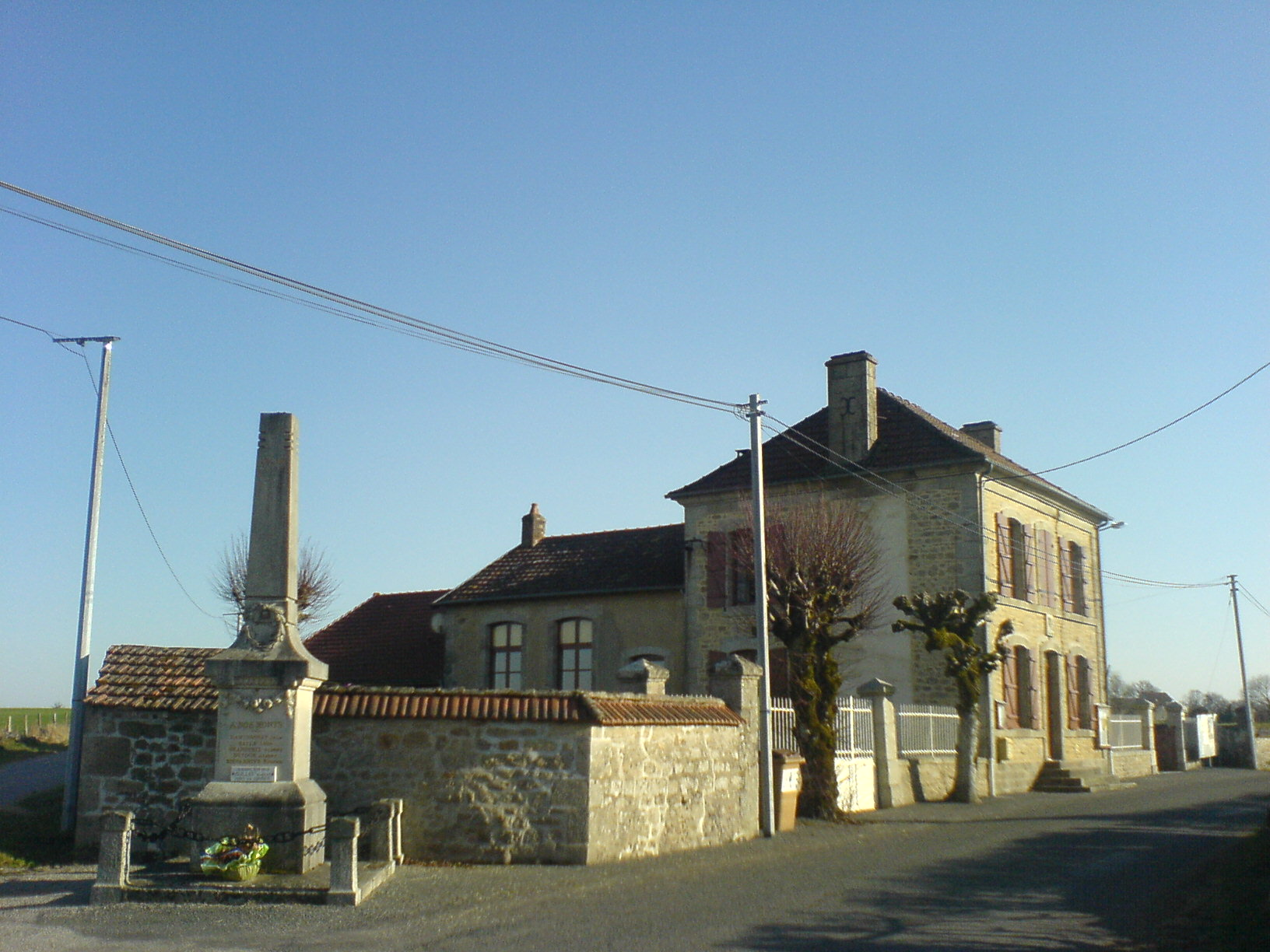
Gemeentehuis
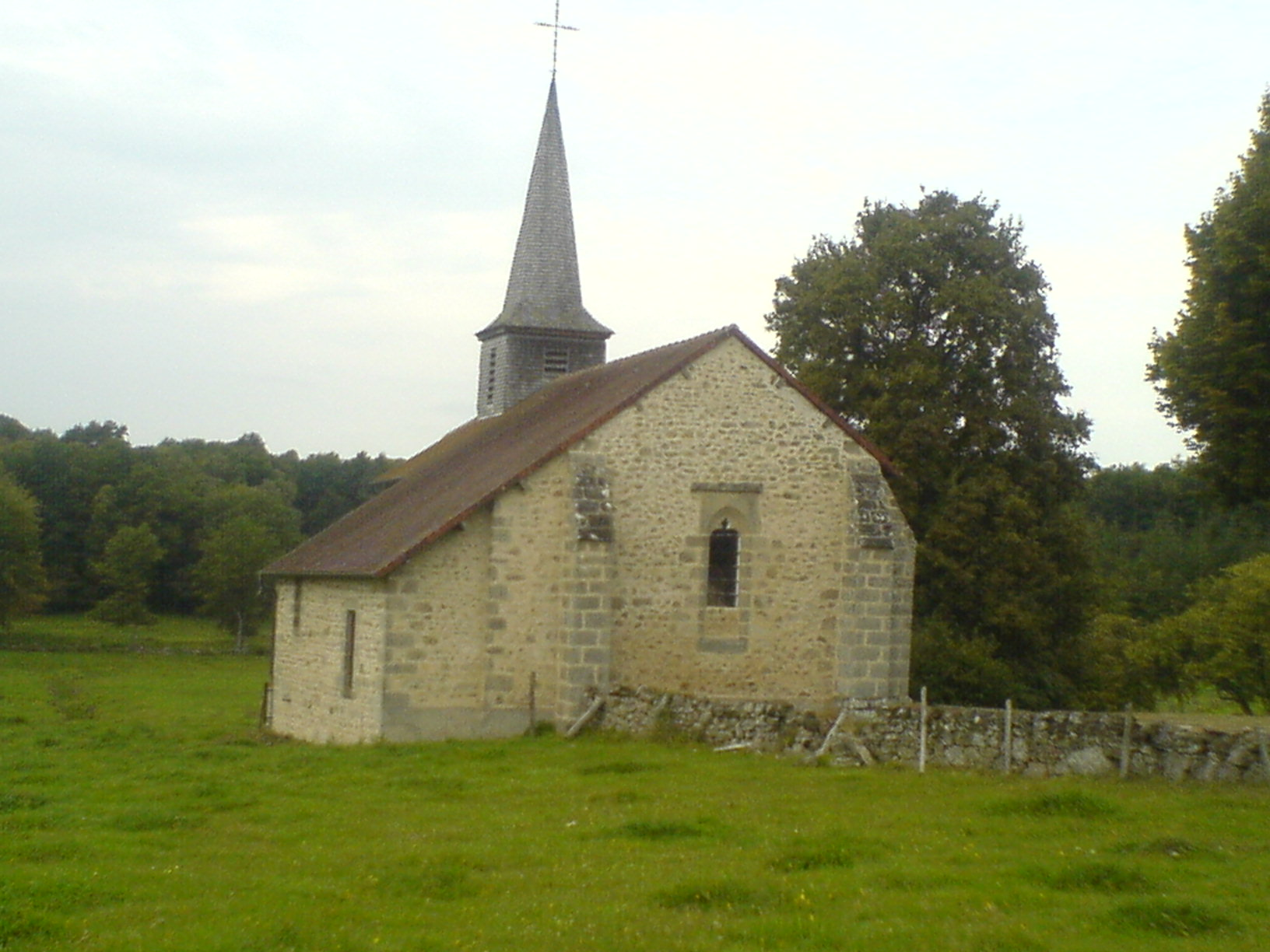
Kerk Saint-Antoine

## Geografie
De oppervlakte van Saint-Avit-le-Pauvre bedraagt 4,9 km², de bevolkingsdichtheid is dus 14,7 inwoners per km².

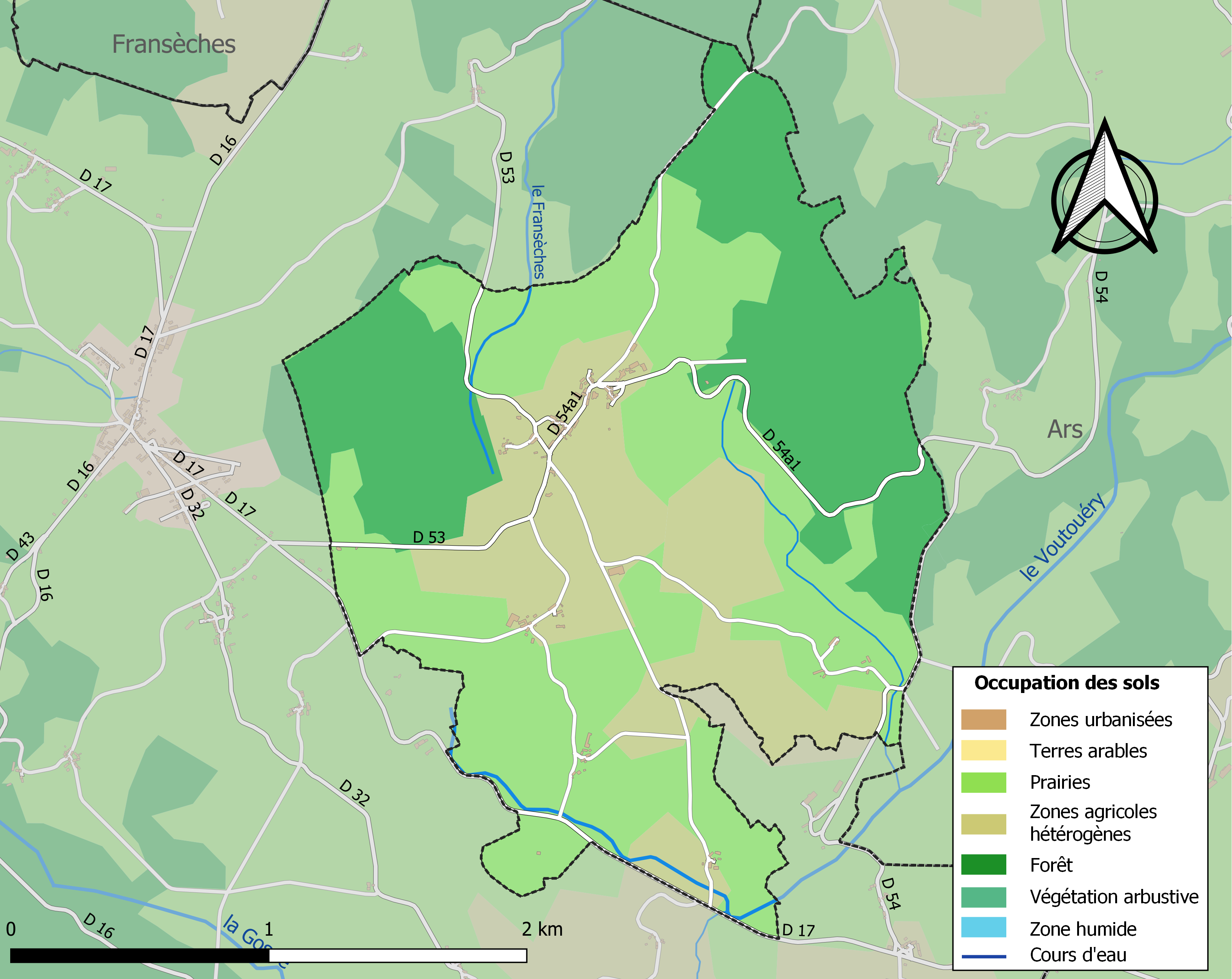
Kaart van de gemeente met de belangrijkste infrastructuur, bodemgebruik en omliggende gemeenten

## Demografie
Onderstaande figuur toont het verloop van het inwonertal (bron: INSEE-tellingen).